# Цыганский романс

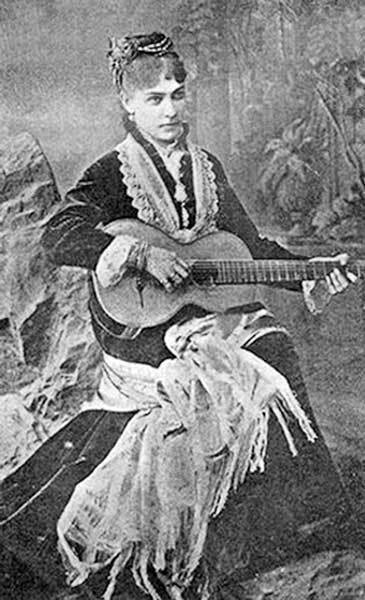
Певица Вера Зорина — одна из первых исполнительниц цыганских романсов на большой сцене. 1870-е

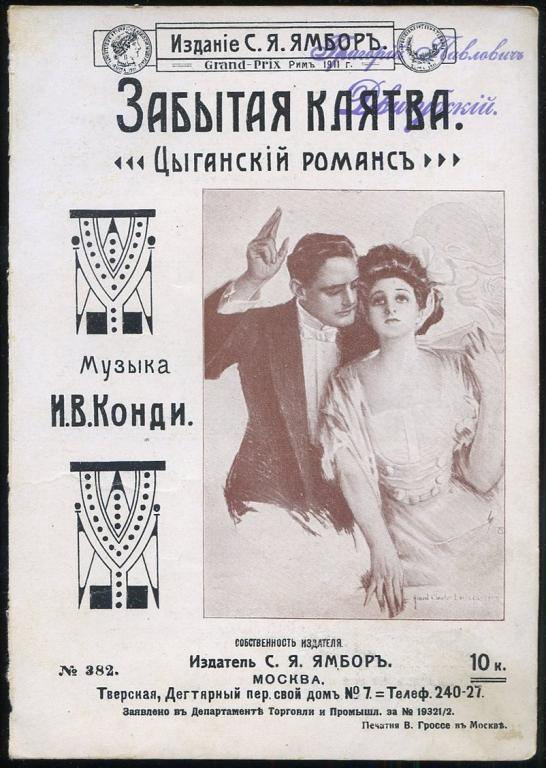
Дореволюционная карточка цыганского романса «Забытая клятва».

Цыганский романс — жанр русского романса, сформировавшийся в России в XIX веке. Возник под влиянием своеобразной манеры исполнения городского бытового романса хорами петербургских и московских цыган. Основой для «цыганских» романсов служили как русские народные песни, так городские романсы. Ему свойственны «эмоциональная насыщенность, сочетание напевности и декламационности, специфическая гитарная фактура сопровождения с переборами аккордов и контрапунктирующим с вокальной мелодией басом».

## Описание
Жанр цыганского романса был основан русскими композиторами и поэтами, поклонниками цыганской манеры исполнения; за основу был взят романс обыкновенный, но в музыку и тексты были добавлены специфически цыганские приёмы и обороты. Впоследствии, жанр был развит и изменён до современного состояния самими цыганами.
На эстраде, в театрах в конце XIX — начале XX веков было модным исполнение русских и цыганских песен и романсов в особой обработке. В исполнении таких певиц, как Н. Плевицкая, В. Панина, А. Вяльцева, обладавших «стихийным даром», романс звучал по-новому, вызывая порой бурю негодования у ценителей музыки и издевательства в прессе. Их исполнение называли «песнями прачек», не поднятыми «над корытом». «Цыганщина» также противостовлялась высокому искусству цыганского пения.
В настоящий момент цыганский романс представляет собой вид песни, имеющий корни как в русском классическом и городском романсе, так и в городской лирической песне, узнаваемо цыганский по музыке и лирике, и может иметь как цыганский, так и русский текст. Темой текста является любовное переживание, от нежности до страсти. Типичным образцом цыганского романса являются песни «Твои глаза зелёные» и «Очи чёрные». Мелодии к цыганскому романсу относятся к жанру цыганской академической музыки; цыганские романсы редко имеют «простое», непрофессиональное происхождение.
Считается, что русский шансон развился в том числе под влиянием цыганского романса, переняв от него высокую драматичность и некоторые другие особенности исполнения.
На волне «цыганской» моды в конце XVIII века под влиянием цыганских танцев возникла русская пляска цыганочка.